# フリーヴェフィスケン級哨戒艇
フリーヴェフィスケン級哨戒艇（デンマーク語: Patruljefartøjer af FLYVEFISKEN-klassen）はデンマーク海軍の哨戒艇。スタンフレックス300型（SF-300 class）とも称される。全14隻が建造されたが、のちに3隻はリトアニアに売却された。

## 概要
本級は、大規模にスタンダード・フレックス・コンセプトを適用されたことで知られている。スタンフレックス・コンセプトとは、各種の装備をモジュール化して搭載することによってその柔軟性を高めようというもので、全長3メートル×全幅3.5メートル×全高2.5メートルのコンテナのなかに各用途の装備を搭載し、コンテナ単位で艦艇に搭載することになる。本級以外にこのコンセプトを適用されたものとしてはニールス・ユール級コルベットやテティス級哨戒艦が知られている。ただし、これらは就役期間中に行なわれる見通しだった近代化改修を見込んでの適用であったのに対し、本級においては、より積極的に、コンテナを積み替えることで容易に任務の切り替えを実現することを目的としていた。コンテナ交換は48時間で行うことができるように設計されているが、実際の運用においては、当初計画されたような頻繁な積み替えは行なわれず、各艇の役割は固定されている。
本級においては、艦首側に1ヶ所、後甲板に3ヶ所のスタンフレックス・モジュール設置位置が設定されている。このうち、艦首側のものはオート・メラーラ 76mm単装速射砲モジュールの定位置となっているのに対し、後甲板のものは各艇の任務に応じて異なる構成になっている。構成には下記の3種類がある。
- 洋上監視・海洋汚染管理
- 対水上・対潜戦型
- 機雷戦・対機雷戦型

## 兵装・電装要目
|          | 対水上・対潜戦型                                             | 機雷戦型                                                     |
| -------- | ------------------------------------------------------------ | ------------------------------------------------------------ |
| 兵装     | オート・メラーラ 76mm単装速射砲×1基                          | オート・メラーラ 76mm単装速射砲×1基                          |
| 兵装     | Mk.48 mod.3 VLS×1基 （6セル:シースパロー用）                 |                                                              |
| 兵装     | ハープーンSSM 4連装発射筒×2基                                | 機雷処分具×1基                                               |
| 兵装     | 324mm短魚雷連装発射管×2基                                    | 機雷×60個                                                    |
| C4I      | 海軍戦術情報システム （9LV Mk.3戦術情報処理装置＋リンク 11） | 海軍戦術情報システム （9LV Mk.3戦術情報処理装置＋リンク 11） |
| C4I      | 9LV 200 射撃指揮装置                                         |                                                              |
| レーダー | TRS-3D 3次元レーダー                                         | AWS-6 対空捜索レーダー                                       |
| レーダー | 古野電気製 航法レーダー                                      |                                                              |
| ソナー   | CTS-36船底装備式                                             | CTS-36船底装備式                                             |
| ソナー   | TMS-2640サーモン 可変深度式                                  |                                                              |

## 同型艇
| シリーズ | #    | 艦名                                  | 進水      | 就役       | 任務                    | 退役       | その後                                                               |
| -------- | ---- | ------------------------------------- | --------- | ---------- | ----------------------- | ---------- | -------------------------------------------------------------------- |
| 1        | P550 | フリーヴェフィスケン HDMS Flyvefisken | 1986年4月 | 1989年12月 | 機雷戦・ 対機雷戦       | 2008年5月  | リトアニア海軍にて「ゼマイティス」（P11 Žemaitis）として再就役       |
| 1        | P551 | ヘイジェン HDMS Hajen                 | 1989年8月 | 1990年8月  | 機雷戦・ 対機雷戦       | 2009年1月  | リトアニア海軍にて「ズキヤ」（P12 Dzūkas）として再就役               |
| 1        | P552 | ハヴカッテン HDMS Havkatten           | 1990年1月 | 1990年11月 | 機雷戦・ 対機雷戦       | 2012年1月  | リトアニア海軍にて「」（P15 Sėlis）として再就役                      |
| 1        | P553 | ラクセン HDMS Laxen                   | 1990年5月 | 1991年3月  | 機雷戦・ 対機雷戦       | 2010年10月 |                                                                      |
| 1        | P554 | マクレレン HDMS Makrelen              | 1991年1月 | 1991年10月 | 機雷戦・ 対機雷戦       | 2010年10月 |                                                                      |
| 1        | P555 | ストレン HDMS Støren                  | 1991年9月 | 1992年4月  | 機雷戦・ 対機雷戦       | 2010年10月 |                                                                      |
| 1        | P556 | スヴェートフィスケン HDMS Sværdfisken | 1991年9月 | 1992年2月  | 機雷戦・ 対機雷戦       | 2006年8月  |                                                                      |
| 2        | P557 | グレンテン HDMS Glenten               | 1992年    | 1992年2月  | 対水上・ 対潜戦型       | 2010年10月 | ポルトガル海軍にて「モンデゴ」（P 592 Mondego）として再就役          |
| 2        | P558 | グリッベン HDMS Gribben               | 1992年    | 1993年7月  | 洋上監視・ 海洋汚染管理 | 2010年10月 | リトアニア海軍にてスペアパーツ艇                                     |
| 2        | P559 | ロメン HDMS Lommen                    | 1993年    | 1994年1月  | 洋上監視・ 海洋汚染管理 | 2010年1月  | リトアニア海軍にて「アウステイティス」（P14 Aukstaitis）として再就役 |
| 2        | P560 | ラヴネン HDMS Ravnen                  | 1994年    | 1994年10月 | 対水上・ 対潜戦型       | 2010年10月 | ポルトガル海軍にて「ドゥエロ」（P 591 Douro）として再就役            |
| 2        | P561 | スカデン HDMS Skaden                  | 1994年    | 1995年4月  | 対水上・ 対潜戦型       | 2010年10月 | ポルトガル海軍にて「グアディアナ」（P 593 Guadiana）として再就役     |
| 2        | P562 | ヴィベン HDMS Viben                   | 1995年    | 1996年1月  | 対水上・ 対潜戦型       | 2010年10月 | ポルトガル海軍にて「タホ」（P 590 Tejo）として再就役                 |
| 3        | P563 | スルヴェン HDMS Søløven               | 1995年    | 1996年5月  | 洋上監視・ 海洋汚染管理 | 就役中     | 就役中                                                               |